# Hrabstwo Deaf Smith

Piramida wieku hrabstwa

Hrabstwo Deaf Smith – hrabstwo położone w Stanach Zjednoczonych, w północno-zachodniej części stanu Teksas, przy granicy z Nowym Meksykiem. Hrabstwo leży na zachodnim krańcu Llano Estacado. Siedzibą władz hrabstwa jest jedyne miasto Hereford, zamieszkałe przez około 80% mieszkańców hrabstwa.
Hrabstwo utworzono w 1876 roku poprzez wydzielenie terenu z terytorium Younga, jednak później podlegało jeszcze zmianom a ostateczny, obecny kształt uzyskało dopiero w 1931 roku.

## Gospodarka
W 2022 roku z pogłowiem bydła liczącym 700 tys. sztuk hrabstwo zajmuje pierwsze miejsce w Stanach Zjednoczonych, zaś samo miasto Hereford nazywane jest „Światową Stolicą Wołowiny”. Pastwiska zajmują ok. 40% areału gospodarstw, a reszta to głównie obszary uprawne. Do najważniejszych upraw, należą: pszenica, sorgo, kukurydza, pasza i bawełna. Wysoko rozwinięty przemysł mleczarski. 

## Sąsiednie hrabstwa
- Hrabstwo Oldham (północ)
- Hrabstwo Randall (wschód)
- Hrabstwo Castro (południowy wschód)
- Hrabstwo Parmer (południe)
- Hrabstwo Curry, Nowy Meksyk (południowy zachód)
- Hrabstwo Quay, Nowy Meksyk (zachód)

## Demografia
- Latynosi – 77,1%
- biali niebędący Latynosami – 20,3%
- Afroamerykanie lub czarni – 2,3%
- rdzenni Amerykanie – 2,2%
- Azjaci – 0,6%[3].

## Religia
Członkostwo w 2020:
- ewangelikalni protestanci – powyżej 35%
- katolicy – 19,9%
- zjednoczeni metodyści – 3,9%
- świadkowie Jehowy – 2,3%
- mormoni – 1,8%.

## Główne drogi
Przez teren hrabstwa przebiega autostrada międzystanowa, oraz drogi krajowe i stanowe:
- Autostrada międzystanowa nr 40
- U.S. Route 60
- U.S. Route 385
- Droga stanowa nr 214